# Três Formas da Unidade
As Três Formas da Unidade ou os Padrões da Unidade, são nomes usados para ao conjunto de documentos confessionais adotados pela Igreja Reformada Neerlandesa no Século XVI e XVII.
Os documentos são: Confissão Belga, Catecismo de Heidelberg e Cânones de Dort.

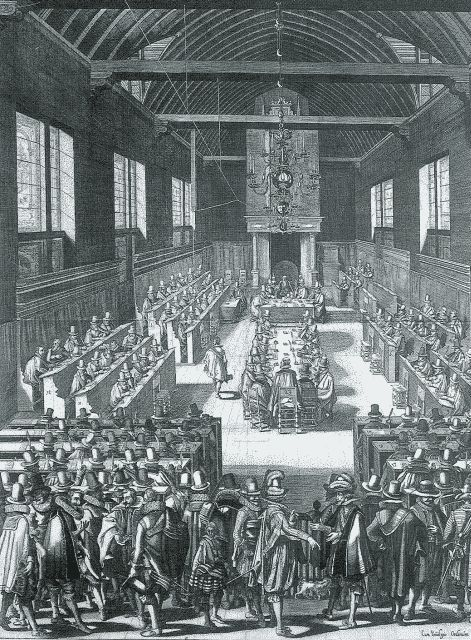
Sínodo de Dort.

Devido a migrações e missões holandesas pelo mundo diversas denominações reformadas continentais foram formadas e a maior parte delas adotou os Padrões da Unidade como sua doutrina oficial.
Portanto, as Três Formas da Unidade tornaram-se símbolo desta sub-família denominacional da Fé Reformada.
Entre as denominação que adotam os Padrões da Unidade estão:
- Igreja Reformada na América.[2][3]
- Igreja Cristã Reformada na América do Norte[4]
- Igrejas Reformadas do Brasil[5][6]
- Igrejas Evangélicas Reformadas no Brasil.[7]
- Igrejas Reformadas Canadenses e Americanas
- Igrejas Reformadas Unidas na América do Norte
- Igrejas Reformadas na África do Sul.